# Décès en septembre 1968
Décès
- 1964
- 1965
- 1966
- 1967
- 1968
- 1969
- 1970
- 1971
- 1972

Pour une information complémentaire, voir la page d'aide.

| Date         | Nom             | Pays                 | Activités          | Âge | Source |
| ------------ | --------------- | -------------------- | ------------------ | --- | ------ |
| 30 septembre | Jeanne L. Gauzy | Drapeau de la France | Peintre française. | 82  |        |